# Chen Yi (Komponistin)
Chen Yi (chinesisch 陳怡 / 陈怡, Pinyin Chén Yí; * 4. April 1953 in Guangzhou, Guangdong) ist eine chinesische Komponistin zeitgenössischer Musik und Violinistin.

## Leben
Sie war die erste Frau, die einen Abschluss als Master of Arts (M.A.) in Komposition am Zentralkonservatorium für Musik in Peking erlangte. 1986 ging sie in die USA, studierte in New York City bei Chou Wen-chung und Mario Davidovsky an der Columbia University und wurde dort 1993 promoviert. Ab 1996 lehrte sie am Peabody Institute der Johns Hopkins University in Baltimore, ab 1998 als Professorin an der University of Missouri–Kansas City (UMKC), wo auch ihr Mann Zhou Long als Professor tätig ist. Hinzu kamen Gastprofessuren in den USA und seit 2006 auch in China.
In ihren Werken verknüpft sie Elemente der traditionellen chinesischen Musik mit zeitgenössischen westlichen Kompositionstechniken.

## Auszeichnungen
2002 erhielt sie für ihr kammermusikalisches Schaffen den Stoeger Prize. Ihre Auftragskomposition Ballad, Dance and Fantasy für Cello und Orchester wurde am 10. März 2004 von Yo-Yo Ma und der Orange County's Pacific Symphony in Santa Ana, Kalifornien uraufgeführt, Dirigent war Carl St. Clair. 2005 wurde Chen Yi in die American Academy of Arts and Sciences gewählt. 2019 wurde sie in die American Academy of Arts and Letters aufgenommen. 2024 wurde sie anlässlich der ISCM World New Music Days auf den Färöer-Inseln von der ISCM-Generalversammlung zum Ehrenmitglied der Internationalen Gesellschaft für Neue Musik (ISCM) ernannt.